# Вирус SV40
Вирус SV40 (англ. Macaca mulatta polyomavirus 1, ранее Simian virus 40) — вид полиомавирусов, обнаруженный в клетках обезьян, из рода Betapolyomavirus, является типовым видом рода. Как и у других полиомавирусов, геном SV40 представлен кольцевой двуцепочечной ДНК.
Миллионы людей были инфицированы вирусом SV40, так как в 1960-х годах он содержался в вакцине против вируса полиомиелита.

## История
Вирус был выделен в 1960 году в культуре клеток почки макаки резус, которые использовали при производстве вакцины от полиомиелита. Клетки зелёной мартышки, заражённые вирусом, образовывали необычные вакуоли. В 1978 году полный геном вируса был секвенирован Вальтером Фиерсом в Университете Гента. Заражение клеток макаки резус бессимптомное, вирус обнаружен во многих популяциях мартышек в дикой природе. У здоровых особей SV40 редко вызывает заболевания, но у обезьян, заражённых вирусом иммунодефицита обезьян (англ. Simian immunodeficiency virus), SV40 действует подобно полиомавирусам человека JC и BK, которые вызывают заболевания почек и демиелинизацию, подобную прогрессивной мультифокальной лейкоэнцефалопатии. У других видов, например, хомячков, SV40 вызывает разнообразные опухоли, обычно саркомы. У крыс онкогенный большой Т-антиген SV40 используют для моделирования опухолей мозга, например, нейроэктодермальных опухолей и медуллобластом.

## Строение
Вирус SV40 имеет икосаэдрический вирион, содержащий геномную ДНК длиной около 5000 пар оснований. Вирион прикрепляется к рецепторам MHC класса 1 на поверхности клетки при помощи гликопротеина VP1. Внутри ядра клетки клеточная РНК-полимераза II экспрессирует ранние гены. Транскрибированная мРНК подвергается разрезанию на два фрагмента, кодирующие большой и малый Т-антигены. Около 5 % большого Т-антигена поступает в плазматическую мембрану клетки, а около 95 % поступает в ядро. В ядре большой Т-антиген связывается с тремя сайтами в вирусной ДНК, связывание с сайтом I и II регулирует синтез ранних РНК, связывание со вторым сайтом происходит в каждом клеточном цикле II. Связывание с сайтом I вызывает репликацию ДНК в месте ориджина репликации. Сборка вирионов осуществляется в ядре клетки.

## Возможная роль в возникновении заболеваний у человека
Гипотезы о том, что вирус SV40 может вызывать заболевания у человека, вызывали большое количество споров. Использовали разные методы выявления вируса SV40 в опухолях человека, однако достоверность методов исследования и роль вируса в развитии опухоли, до сих пор не подтверждены. Часть исследователей полагают, что полученные данные не следует трактовать в пользу того, что вирус вызывает рак, другие считают, что некоторые виды рака могут быть вызваны вирусом SV40. В США National Cancer Institute в 2004 году заявил о том, что, хотя SV40 и вызывает рак у некоторых модельных животных, «накоплен существенный объём эпидемиологических данных, свидетельствующих о том, что вирус SV40, вероятно, не вызывает рак у людей». Данное заявление основано на двух относительно недавних исследованиях.

## Заражение вакцины от полиомиелита
Вскоре после обнаружения вирус SV40 был выделен из инъекционной формы вакцины от полиомиелита, выработанной в период от 1955  до 1961 года. По-видимому, вирус попал в вакцину из клеток почек инфицированных обезьян, которых использовали для выработки вакцины. Заражена SV40 была и оральная вакцина, содержащая интактный вирус, и инъекционная вакцина, содержащая разрушенный вирус. Для инактивации вируса полиомиелита использовали формальдегид, который не разрушал вирус SV40.
До изобретения метода полимеразной цепной реакции, было сложно выявить малые количества вируса. С распространением ПЦР образцы вакцины против полиомиелита, сделанные после 1962 года, были исследованы на наличие заражения вирусом SV40, и было показано отсутствие вируса в препаратах вакцины, но образцов до 1962 года обнаружено не было. Более десяти миллионов человек были вакцинированы потенциально заражённой вакциной, однако достоверно неизвестен сам факт заражения, и неясно, достаточно ли для заражения содержалось вирусных частиц в препарате. Неизвестно, как широко был распространён вирус SV40 по человеческой популяции до 1950-х годов, но показано, что 12 % образцов крови немецких студентов в 1952 году содержали антитела против SV40. Предполагается возможность горизонтального переноса вируса между людьми, однако для этого процесса не показана эффективность и частота данного события.
Анализ, представленный на Vaccine Cell Substrate Conference в 2004 году, показал, что вакцины, применяемые в странах бывшего Советского блока, в Китае, Японии и Африке, могли быть заражены SV40 до 1980 года, это означает, что сотни миллионов людей могли быть заражены вирусом.

### Конференция NIH по вирусу SV40 в 1997 году
- Simian Virus 40 (SV40:) A Possible Human Polyomavirus Workshop Monday January 27, 1997, Morning Session, transcript of 1997 National Institutes of Health conference on SV40 in humans, (part 1 of 3), United States Food and Drug Administration (FDA)
- Simian Virus 40 (SV40:) A Possible Human Polyomavirus Workshop Monday January 27, 1997 Afternoon Session, transcript of 1997 National Institutes of Health conference on SV40 in humans (part 2 of 3), United States Food and Drug Administration (FDA)
- Simian Virus 40 (SV40:) A Possible Human Polyomavirus Workshop, Tuesday, January 28, 1997, transcript of 1997 National Institutes of Health conference on SV40 in humans (part 3 of 3), United States Food and Drug Administration (FDA)

### Другое
- MeSH Simian+virus+40